# Relaxin' at Camarillo
Relaxin' at Camarillo è un brano musicale jazz in stile bebop composto dal sassofonista statunitense Charlie Parker nel 1946. Il brano venne composto da Parker mentre era ricoverato presso il Camarillo State Mental Hospital, dopo aver scontato una condanna in prigione per incendio doloso e resistenza all'arresto.

## Il brano

### Origine e storia
Relaxin' at Camarillo venne composta da Parker durante la sua degenza di sei mesi presso l'ospedale psichiatrico Camarillo State Mental Hospital di Camarillo, Contea di Ventura, California. Egli era stato internato a forza nella struttura per disintossicarsi da alcol e droghe dopo aver trascorso in carcere una decina di giorni per aver dato fuoco alla propria stanza d'hotel, essere corso completamente nudo, eccezion fatta per i calzini, nella hall dell'albergo ed aver fatto resistenza all'arresto.

### Registrazione
Dopo essere stato dimesso dall'ospedale, nella sua seconda seduta in studio, Parker tornò in sala d'incisione per registrare la traccia insieme ad altri tre nuovi pezzi: Cheers, Stupendous e Carvin the Bird. Parker incise la traccia il 26 febbraio 1947 con Howard McGhee alla tromba, Dodo Marmarosa al piano, Wardell Gray al sax tenore, Barney Kessell alla chitarra, Red Callender al contrabbasso, e Don Lamond alla batteria. Relaxin' at Camarillo fu originariamente registrata in Do maggiore, ed è diventata uno standard jazz. Ted Gioia, commentando il brano in West Coast Jazz: Modern Jazz in California, 1945-1960, definì il pezzo un "blues sinuoso", una delle migliori incisioni eseguite da Parker in California.

## Cover
- Nel 1964 il chitarrista Joe Pass registrò una versione del pezzo per il suo album Joy Spring.[6]
- Nel 1979 il sassofonista Joe Henderson pubblicò un album intitolato Relaxin' at Camarillo, contenente la sua versione del brano.[7]
- Il pianista Cedar Walton.[8]

## Formazione
- Charlie Parker: sax alto
- Howard McGhee: tromba
- Wardell Gray: sax tenore
- Michael "Dodo" Marmarosa: pianoforte
- Barney Kessel: chitarra
- George "Red" Callender: contrabbasso
- Don Lamond: batteria